# Telethon
La Fondazione Telethon, citata spesso semplicemente come Telethon, è un'organizzazione senza scopo di lucro italiana riconosciuta dal Ministero dell'università e della ricerca. Compito della Fondazione è quello di gestire e promuovere le iniziative di raccolta fondi, gestire i fondi raccolti per destinarli ad attività di ricerca interna (presso gli istituti fondati da Telethon) ed esterna (presso laboratori che ospitano i ricercatori che ricevono una borsa). In particolare, gli istituti fondati e gestiti direttamente da Telethon sono:
- L'Istituto San Raffaele-Telethon per la Terapia Genica (SR-TIGET) con sede a Milano e diretto da Luigi Naldini;
- L'Istituto Telethon di Genetica e Medicina (TIGEM) con sede a Pozzuoli (NA) e diretto da Alberto Auricchio;
- L'Istituto Telethon Dulbecco, un istituto virtuale intitolato al premio Nobel per la medicina Renato Dulbecco.

La raccolta fondi è effettuata attraverso una maratona televisiva, intitolata telethon, termine creato negli Stati Uniti negli anni Sessanta per definire iniziative simili.

## Storia
L'edizione italiana di Telethon venne creata nel 1990 da Susanna Agnelli in collaborazione con l'Unione italiana lotta alla distrofia muscolare (Uildm) per finanziare e promuovere ricerca scientifica sulle malattie genetiche e malattie rare, per cercare una cura alla malattia del figlio. Con i fondi raccolti, grazie alla omonima maratona televisiva in onda sulle reti Rai, alle iniziative di raccolta, alla rete dei partner e alla rete dei volontari sul territorio, la Fondazione Telethon ha scoperto la cura della ADA-SCID, malattia che costringeva i bambini che ne erano affetti a vivere dentro una bolla sterile (da qui il termine "bambini bolla"). Insignita dell'Alto Patronato del Presidente della Repubblica, è attualmente presieduta da Luca Cordero di Montezemolo.

## La ricerca Telethon
Accanto alle attività di ricerca svolte presso questi istituti, Telethon seleziona ogni anno progetti il cui scopo è quello di studiare le malattie genetiche assegnandoli a ricercatori ospitati in strutture pubbliche e private. La selezione di questi progetti segue la procedura "peer review". Tutti i progetti che hanno superato le verifiche amministrative da parte dell'ufficio scientifico di Telethon sono sottoposti ad una fase di valutazione che prevede:
- il triage: una prima scrematura fatta da 3 membri della Commissione medico-scientifica di Telethon
- revisione: una seconda selezione fatta in base alle valutazioni sul singolo progetto di due scienziati stranieri privi di conflitti di interessi rispetto al progetto e in grado di fornire una valutazione specifica rispetto ai contenuti dello stesso;
- valutazione finale: i progetti che hanno superato le prime due fasi sono presentati alla Commissione medico-scientifica, organo composto da 31 scienziati di fama internazionale, che seleziona i progetti che potranno essere finanziati;
- finanziamento: il Consiglio di amministrazione di Telethon delibera il finanziamento dei progetti in base alla disponibilità di fondi.

## Investimenti e ambiti di ricerca
Dal 1990 Fondazione Telethon ha investito in ricerca oltre 592 milioni di euro, ha finanziato oltre 2.700 progetti con oltre 1.600 ricercatori coinvolti e 526 malattie genetiche rare studiate. Sono oltre 14.200 le pubblicazioni su riviste scientifiche internazionali ottenute dai ricercatori Telethon.
Uno dei principali filoni di ricerca e sviluppo è dedicato alla terapia genica, che vede Fondazione Telethon impegnata fin dal 1995, con l’avvio dell’Istituto San Raffaele-Telethon di Milano (SR-Tiget). Queste terapie avanzate hanno l’obiettivo di trattare la malattia intervenendo direttamente sulle sue cause genetiche. 
Complessivamente, sono 6 le malattie attualmente affrontate con terapia genica: 

### Ada-Scid
All'inizio degli anni 2000 i ricercatori dell'SR-Tiget hanno messo a punto un'efficace terapia genica per combattere l'Ada-Scid o Deficit di adenosina deaminasi, una malattia grave che intacca il sistema immunitario al punto che l’organismo non è in grado di difendersi dagli agenti infettivi. Il primo risultato è stato raggiunto nel 2002, quando sono stati curati 16 bambini affetti dalla malattia. La terapia è disponibile sul mercato dal 2016 con il nome di Strimvelis.

### Leucodistrofia metacromatica
Ha preso il via nel 2010 presso l'SR-Tiget il primo trial clinico di terapia genica per la Leucodistrofia metacromatica, una malattia neurodegenerativa molto grave e rara che si stima colpisca 1 bambino ogni 100 mila. Nel 2020 la terapia genica è stata approvata in Europa con il nome di Libmeldy.

### Sindrome di Wiskott-Aldrich
Nel 2010 presso l'SR-Tiget è stato avviato il primo trial clinico di terapia genica per la sindrome di Wiskott-Aldrich, una grave malattia da immunodeficienza che si manifesta in periodo infantile con eczemi, infezioni e problemi della coagulazione. La terapia genica si è dimostrata efficace: il sistema immunitario dei pazienti trattati è tornato a funzionare e a produrre anticorpi. Se si avrà una conferma di questi risultati nel tempo, sarà possibile trasformare questa terapia in farmaco accessibile ai pazienti di tutto il mondo.

### Talassemia
Nel 2015 l'SR-Tiget ha avviato un trial clinico che ha coinvolto pazienti adulti e bambini affetti da beta-talassemia, detta anche anemia mediterranea, una malattia ereditaria del sangue che finora viene curata con il trapianto di midollo osseo o frequenti trasfusioni. I primi risultati sono incoraggianti: nella maggioranza dei pazienti pediatrici si è raggiunta la totale indipendenza dalle trasfusioni di sangue, mentre negli adulti si è ottenuta una importante riduzione della loro frequenza.

### Mucopolisaccaridosi di tipo 1
Nel 2018 i ricercatori dell'SR-Tiget hanno testato la terapia genica per correggere il difetto genetico alla base della mucopolisaccaridosi di tipo I, detta anche malattia di Hurler, una malattia metabolica rarissima che colpisce i neonati con sintomi quali difetti di crescita, insufficienza cardiaca e deformità scheletriche. Il trial clinico sui pazienti, iniziato nel 2018, ha dato i primi risultati positivi.

### Mucopolisaccaridosi di tipo 6
Nel 2017 i ricercatori dell'Istituto Telethon Tigem di Pozzuoli, in collaborazione con l'Azienda Ospedaliera Universitaria Federico II, hanno sviluppato una terapia genica volta a correggere il gene difettoso che causa la mucopolisaccaridosi di tipo 6, detta anche sindrome di Maroteaux-Lamy, una malattia metabolica rara che esordisce nell'infanzia e colpisce scheletro, occhi e cuore. I primi risultati positivi dello studio sono stati pubblicati nel 2022 sul New England Journal of Medicine.

## Il Consiglio di amministrazione
Il Consiglio di amministrazione è presieduto da Luca di Montezemolo, direttore generale è Ilaria Villa. Al Consiglio di Amministrazione rispondono quattro organi consultivi e i quattro istituti interni di ricerca.

## Gli organi consultivi
Gli organi consultivi sono: il Collegio dei Revisori, che vigila sull'osservanza della legge e dell'atto costitutivo; il Revisore Esterno, che accerta la regolare tenuta della contabilità sociale e delle scritture contabili e verifica la conformità del Bilancio alle norme che lo disciplinano; la Commissione medico-scientifica, nel ruolo di valutazione dei progetti di ricerca; il Consiglio di indirizzo scientifico, che supporta le scelte di indirizzo e gestione del Consiglio di Amministrazione nell'ambito della ricerca biomedica.

## La raccolta fondi
L'attività di raccolta fondi di Telethon avviene, oltre che con i tradizionali canali come il 5 per 1000 e le donazioni spontanee, tramite accordi specifici con aziende sostenitrici e con la creazione di eventi ad hoc. Il principale evento di raccolta fondi è la tradizionale maratona televisiva di dicembre organizzata annualmente dalla Rai a partire dal 1990. Dopo la morte di Fabrizio Frizzi, per anni testimonial della ricerca, nel 2018 Antonella Clerici diventa la nuova testimonial, sostituita nel 2020 da Gigi D'Alessio.
La Fondazione si avvale inoltre di una rete di volontari e dialogatori diffusa su tutto il territorio nazionale.
Nell'anno di bilancio 2020, Telethon ha raccolto oltre 54 milioni di euro, destinando oltre 49 milioni alla ricerca scientifica e ad attività di supporto ad essa correlate. Dal 2005 Fondazione Telethon utilizza indici di efficienza riconosciuti a livello internazionale e proposti da Charity Navigator, l’organizzazione che valuta gli enti non profit statunitensi e che offre una guida consapevole ai donatori.
Nel 2024, per la prima volta in Italia e per la 35ª edizione, la maratona sbarca anche su Twitch sul canale del noto streamer Dario Moccia. Da 5 al 17 dicembre 2024 si è svolta una maratona, no-stop, di 12 giorni sul canale DarioMocciaTwitch. La prima maratona digitale di Telethon è riuscita a raccogliere 373.000 euro.

## Edizioni televisive
| Edizione | Fondi raccolti | Conduttori | Studio Centrale                                                                               | Reti                 |
| -------- | -------------- | --- | --------------------------------------------------------------------------------------------- | -------------------- |
| 1990     | 10216067,01 €  | Telethon (Galà di apertura) e Telethon Gran Finale (Galà di chiusura): Pippo Baudo e Gianni Minà. Regia di Antonello Falqui Telethon Pomeriggio, Telethon Notte e Telethon Buonasera!: Gianni Minà Big! - Speciale Telethon: Giorgia Pini, Giorgia Passeri, Emilio Levi Check Up - Speciale Telethon: Annalisa Manduca Sul treno di Telethon: Nino Frassica e Maria Teresa Ruta | Studio TV3 del Centro di produzione Rai Corso Sempione, Milano                                | Rai 1                |
| 1991     | 11545394,25 €  | Telethon Gran Galà (Galà di apertura) e Telethon Gran finale (Galà di chiusura): Piero Badaloni, Elisabetta Gardini, Piero Angela con la partecipazione straordinaria di Enrico Montesano La notte di Telethon: Gianni Minà Buongiorno Telethon: Daniele Piombi e Maria Teresa Ruta Telethon - Festa Ragazzi: Giorgia Pini, Giorgia Passeri, Sammy Barbot Check Up - Speciale Telethon: Annalisa Manduca Sul treno di Telethon: Puccio Corona e Livia Azzariti | Studio TV3 del Centro di produzione Rai Corso Sempione, Milano                                | Rai 1                |
| 1992     | 9721032,04 €   | Telethon Anteprima: Daniele Piombi Telethon Gran Galà (Galà di apertura) e Telethon Gran Finale (Galà di chiusura): Piero Badaloni, Elisabetta Gardini, Piero Angela La notte di Telethon, Telethon Pomeriggio, Telethon - Aspettando il Gran Finale: Gianni Minà Buongiorno Telethon: Daniele Piombi e Maria Teresa Ruta Telethon - Festa Ragazzi: Carlo Conti, Lisa Russo, Enrico Papi, Gaia Zoppi Check Up - Speciale Telethon: Annalisa Manduca Sul treno di Telethon: Puccio Corona e Livia Azzariti | Studio TV2 del Centro di produzione Rai Corso Sempione, Milano                                | Rai 1                |
| 1993     | 9538626,11 €   | Telethon Gran Galà (Galà di apertura) e Telethon Gran Finale (Galà di chiusura): Piero Badaloni e Alba Parietti, con la partecipazione di Gianfranco D'Angelo La notte di Telethon: Michele Mirabella, Toni Garrani con Clarissa Burt Buongiorno Telethon e Telethon Pomeriggio: Daniele Piombi, Telethon - Festa Ragazzi: Carlo Conti, Maria Teresa Ruta, Lisa Russo, Dado Coletti, Ettore Bassi Check Up - Speciale Telethon: Annalisa Manduca Sul treno di Telethon Puccio Corona e Livia Azzariti | Teatro 5 di Cinecittà, Roma                                                                   | Rai 1                |
| 1994     | 16311517,18 €  | UnoMattina - Speciale Telethon: Livia Azzariti e Luca Giurato I Fatti Vostri - Speciale Telethon e I Fatti Vostri, Piazza Italia di Sera - Speciale Telethon: Giancarlo Magalli Check Up - Speciale Telethon: Annalisa Manduca Prove e Provini a ...Scommettiamo Che...? - Speciale Telethon: Fabrizio Frizzi Scommettiamo Che...? - Speciale Telethon e Scommettiamo Che...? Ragazzi - Speciale Telethon: Fabrizio Frizzi e Milly Carlucci Mattina in Famiglia - Speciale Telethon: Massimo Giletti, Paola Perego Sul treno di Telethon Nino Frassica, i Pooh, Marisa Laurito, la Premiata Ditta e Lino Banfi                                                         | Studio 1, Tensostruttura Giardino d'inverno del Centro di produzione Rai di Via Teulada, Roma | Rai 1 e Rai 2        |
| 1995     | 17753550,30 €  | UnoMattina - Speciale Telethon: Livia Azzariti e Luca Giurato I Fatti Vostri - Speciale Telethon e I Fatti Vostri, Piazza Italia di Sera - Speciale Telethon: Giancarlo Magalli con la partecipazione di Wendy Windham Check Up - Speciale Telethon: Annalisa Manduca Prove e Provini a ...Scommettiamo Che...? - Speciale Telethon: Fabrizio Frizzi Scommettiamo Che...? - Speciale Telethon e Scommettiamo Che...? Ragazzi - Speciale Telethon: Fabrizio Frizzi e Milly Carlucci Mattina in Famiglia - Speciale Telethon: Massimo Giletti, Paola Perego Sul treno di Telethon i Pooh                                                                                 | Studio 1, Tensostruttura Giardino d'inverno del Centro di produzione Rai di Via Teulada, Roma | Rai 1 e Rai 2        |
| 1996     | 18679124,31 €  | I Fatti Vostri - Speciale Telethon: Massimo Giletti con Fabrizio Frizzi e Giancarlo Magalli, e la partecipazione di Michele Mirabella e Carlo Conti Luna Park - Speciale Telethon e La Zingara - Speciale Telethon: Fabrizio Frizzi Carràmba! Che sorpresa - Speciale Telethon: Raffaella Carrà Mattina in Famiglia - Speciale Telethon: Barbara d'Urso, Tiberio Timperi Sul treno di Telethon i Pooh, Marisa Laurito, Leo Gullotta | Studio 1, Tensostruttura Giardino d'inverno del Centro di produzione Rai di Via Teulada, Roma | Rai 1, Rai 2 e Rai 3 |
| 1997     | 18506611,81 €  | I Fatti Vostri - Speciale Telethon: Massimo Giletti con Stefania Orlando e Sergio Friscia e la partecipazione di Licia Colò e Andrea Roncato Mattina in Famiglia - Speciale Telethon: Simonetta Martone, Tiberio Timperi Fantastico - Speciale Telethon: Giancarlo Magalli, Milly Carlucci Sul treno di Telethon Barbara d'Urso e i Neri per Caso Sull'elicottero di Telethon: i Pooh | Studio 1, Tensostruttura Giardino d'inverno del Centro di produzione Rai di Via Teulada, Roma | Rai 1, Rai 2 e Rai 3 |
| 1998     | 19698754,92 €  | I Fatti Vostri - Speciale Telethon: Massimo Giletti con Stefania Orlando, Sergio Friscia, Rita dalla Chiesa, Toto Cutugno, e la partecipazione di Carlo Conti, Simonetta Martone, Andrea Roncato, Sveva Sagramola, Piero Marrazzo e nel ruolo di inviati speciali Nino D'Angelo e Federica Panicucci (da Palermo) e Francesco Salvi e Simona Tagli (da Forte dei Marmi) Unomattina - Speciale Telethon: Luca Giurato e Antonella Clerici con Cristiano Malgioglio e Beppe Bigazzi Mattina in Famiglia - Speciale Telethon: Tiberio Timperi, Roberta Capua Carràmba! Che Fortuna - Speciale Telethon: Raffaella Carrà Sul Treno di Telethon: Alessia Merz e Max Pezzali | Studio 1, Tensostruttura Giardino d'inverno del Centro di produzione Rai di Via Teulada, Roma | Rai 1, Rai 2 e Rai 3 |
| 1999     | 22633941,13 €  | I Fatti Vostri - Speciale Telethon: Massimo Giletti con Stefania Orlando e Rita dalla Chiesa e la partecipazione di Marcella De Palma, Piero Marrazzo. Inviati da Rimini: Michele Cucuzza, Enrica Bonaccorti, Ambra Orfei Scommettiamo Che...? - Speciale Telethon: Fabrizio Frizzi e Afef Jnifen Mattina in Famiglia - Speciale Telethon: Tiberio Timperi, Roberta Capua Mezzogiorno in Famiglia - Speciale Telethon: Tiberio Timperi, Roberta Capua, Adriana Volpe e Marcello Cirillo Carràmba! Che Fortuna - Speciale Telethon: Raffaella Carrà In bocca al Lupo - speciale Telethon: Carlo Conti Sul Treno di Telethon: Martina Colombari e Toto Cutugno.          | Studio 1, Tensostruttura Giardino d'inverno del Centro di produzione Rai di Via Teulada, Roma | Rai 1, Rai 2 e Rai 3 |
| 2000     | 20638491,20 €  | I Fatti Vostri - Speciale Telethon: Massimo Giletti con Rita dalla Chiesa e la partecipazione di Pippo Baudo, Giancarlo Magalli. Inviati da Viterbo Cloris Brosca e Giorgio Comaschi, da Messina Toto Cutugno, Beatrice Bocci e Alessandro Greco, Mattina in Famiglia - Speciale Telethon: Tiberio Timperi, Roberta Capua Carràmba! Che Fortuna - Speciale Telethon: Raffaella Carrà Sul Treno di Telethon: Stefania Orlando, Adriana Volpe e Marcello Cirillo | Studio 1, Tensostruttura Giardino d'inverno del Centro di produzione Rai di Via Teulada, Roma | Rai 1, Rai 2 e Rai 3 |
| 2001     | 22657288,72 €  | Maratona in studio: Milly Carlucci con la partecipazione di Paolo Limiti, Michele Cucuzza, Gigi Marzullo Ci vediamo in Tv - Speciale Telethon (Charity show del venerdì sera): Paolo Limiti | Teatro delle Vittorie, Roma                                                                   | Rai 1, Rai 2 e Rai 3 |
| 2002     | 25157000,00 €  | Maratona in studio: Milly Carlucci con Walter Santillo, Paolo Belli, Antonio Lubrano, e la partecipazione di Massimo Giletti, Livia Azzariti, Michele Cucuzza, Gian Piero Galeazzi, Gigi Marzullo e Nino Frassica. Inviati da Torino Carlo Nesti e Milena Minutoli, da Pisa Marco Mazzocchi e Tania Zamparo, da Padova Arianna Ciampoli e Fabrizio Gatta, da Napoli Corrado Tedeschi e Barbara Chiappini, da Catania Puccio Corona e Ilaria Spada, da Bologna Lorena Bianchetti e Paolo Mengoli, da Roma Andrea Sarubbi, da Maranello Marco Franzelli La Grande Sera di Telethon (Charity show del venerdì sera): Milly Carlucci                                       | Teatro delle Vittorie, Roma                                                                   | Rai 1, Rai 2 e Rai 3 |
| 2003     | 27644343,00 €  | Maratona in studio: Milly Carlucci con Pupo, Walter Santillo e Francesco Paolantoni Geni...si nasce (Charity show del venerdì sera): Milly Carlucci con Piero Angela | Teatro delle Vittorie, Roma                                                                   | Rai 1, Rai 2 e Rai 3 |
| 2004     | 29558187,00 €  | Maratona in studio: Milly Carlucci con Pupo, Walter Santillo, Gigi Marzullo e Francesco Paolantoni con la partecipazione di Piero Angela, Monica Leofreddi, Monica Maggioni e Maria Concetta Mattei. Telethon Show (Charity show del venerdì sera): Milly Carlucci con Carlo Conti, Amadeus e Paolo Limiti | Auditorium Rai del Foro Italico, Roma                                                         | Rai 1, Rai 2 e Rai 3 |
| 2005     | 29330000,00 €  | Maratona in studio:Fabrizio Frizzi e Milly Carlucci con Walter Santillo, Gigi Marzullo, Fabrizio Gatta, Lory Del Santo, Jocelyn ed Eleonora Daniele Unomattina - Speciale Telethon: Monica Maggioni e Luca Giurato Affari Tuoi - Speciale Telethon (Charity show del venerdì sera): Pupo Domenica In - Ieri, Oggi e Domani (Galà di chiusura in fascia preserale): Pippo Baudo | Teatro delle Vittorie, Roma                                                                   | Rai 1, Rai 2 e Rai 3 |
| 2006     | 30740000,00 €  | Maratona in studio:Fabrizio Frizzi e Milly Carlucci con Paolo Belli e la partecipazione di Dado Coletti Affari Tuoi - Speciale Telethon (Charity show del venerdì sera): Flavio Insinna Domenica In - Ieri, Oggi e Domani (Galà di chiusura in fascia preserale): Pippo Baudo | Teatro delle Vittorie, Roma                                                                   | Rai 1, Rai 2 e Rai 3 |
| 2007     | 30197000,00 €  | Maratona in studio: Fabrizio Frizzi e Milly Carlucci con Paolo Belli e Alessia Mancini, e la partecipazione di Andrea Sarubbi e Veronica Maya Affari Tuoi - Speciale Telethon (Charity show del venerdì sera): Flavio Insinna Domenica In - Ieri, Oggi e Domani (Galà di chiusura in fascia preserale): Pippo Baudo | Auditorium Rai del Foro Italico, Roma                                                         | Rai 1, Rai 2 e Rai 3 |
| 2008     | 31056653,00 €  | Maratona in studio: Fabrizio Frizzi e Milly Carlucci con Arianna Ciampoli e Paolo Belli, Affari Tuoi - Speciale Telethon (Charity show del venerdì sera): Max Giusti Domenica In - 7 giorni - Speciale Telethon (Galà di chiusura in fascia preserale): Pippo Baudo | Auditorium Rai del Foro Italico, Roma                                                         | Rai 1, Rai 2 e Rai 3 |
| 2009     | 31220994,00 €  | Maratona in studio: Fabrizio Frizzi e Milly Carlucci con Arianna Ciampoli e Paolo Belli Affari Tuoi - Speciale Telethon (Charity show del sabato sera): Max Giusti L'Eredità - Speciale Telethon (Galà di chiusura in fascia preserale): Carlo Conti | Teatro delle Vittorie di Roma                                                                 | Rai 1, Rai 2 e Rai 3 |
| 2010     | 32131516,00 €  | Maratona in studio: Fabrizio Frizzi con Arianna Ciampoli e Paolo Belli, e la partecipazione di Enrico Mentana, Georgia Luzi, Mara Maionchi, Anna Tatangelo ed Enrico Ruggeri I Soliti Ignoti - Speciale Telethon (Charity show del sabato sera): Fabrizio Frizzi L'Eredità - Speciale Telethon (Galà di chiusura in fascia preserale): Carlo Conti | Teatro delle Vittorie di Roma                                                                 | Rai 1, Rai 2 e Rai 3 |
| 2011     | 30040012,00 €  | Maratona in studio: Fabrizio Frizzi con Arianna Ciampoli e Paolo Belli, e la partecipazione di Giancarlo Magalli, Max Giusti, Luca Barbarossa I Soliti Ignoti - Speciale Telethon (Charity show del venerdì sera): Fabrizio Frizzi L'Eredità - Speciale Telethon (Galà di chiusura in fascia preserale): Carlo Conti | Studio 6 del Centro produzione Dear-Nomentano, Roma                                           | Rai 1, Rai 2 e Rai 3 |
| 2012     | 30108000,00 €  | Maratona in studio: Fabrizio Frizzi con Arianna Ciampoli, Paolo Belli, e la partecipazione di Flavio Insinna e Marco Mazzocchi Solo per Te (Charity show del venerdì sera): Fabrizio Frizzi con Arianna Ciampoli e Paolo Belli L'Eredità - Speciale Telethon (Galà di chiusura in fascia preserale): Carlo Conti | Teatro delle Vittorie, Roma                                                                   | Rai 1, Rai 2 e Rai 3 |
| 2013     | 30500000,00 €  | Maratona in studio: Fabrizio Frizzi con Arianna Ciampoli, Paolo Belli Io Esisto (Charity show del venerdì sera): Fabrizio Frizzi con Flavio Insinna, Mara Venier, Carlo Conti, Antonella Clerici L'Eredità - Speciale Telethon (Galà di chiusura): Carlo Conti | Auditorium Rai del Foro Italico, Roma                                                         | Rai 1, Rai 2 e Rai 3 |
| 2014     | 31363000,00 €  | Maratona in studio: Fabrizio Frizzi con Arianna Ciampoli, Paolo Belli, e la partecipazione di Caterina Balivo, Amadeus, Camila Raznovich, Monica Leofreddi, Franco Di Mare Io Esisto (Charity show del venerdì sera): Fabrizio Frizzi con Cristina Parodi, Massimo Giletti e Flavio Insinna Affari Tuoi - Speciale Telethon (Galà di chiusura): Flavio Insinna | Studio 2 del Centro produzione Dear-Nomentano, Roma                                           | Rai 1, Rai 2 e Rai 3 |
| 2015     | 31594911,00 €  | Maratona in studio: Fabrizio Frizzi con Arianna Ciampoli, Paolo Belli, e la partecipazione di Monica Leofreddi, Duilio Giammaria, Caterina Balivo, Camila Raznovich, Giusy Versace e Alessandro Antinelli Telethon Show (Charity show del venerdì sera): Fabrizio Frizzi con Federica Sciarelli, Federico Russo, e la partecipazione straordinaria di Piero Angela Affari Tuoi - Speciale Telethon (Galà di chiusura): Flavio Insinna | Auditorium Rai del Foro Italico, Roma                                                         | Rai 1, Rai 2 e Rai 3 |
| 2016     | 31636341,00 €  | Telethon Show (Galà di apertura): Fabrizio Frizzi e Mara Venier Maratona in studio: Fabrizio Frizzi con Arianna Ciampoli, Paolo Belli, e la partecipazione di Giancarlo Magalli, Monica Leofreddi, Fede & Tinto, Francesca Fialdini, Tiberio Timperi, Eleonora Daniele, Alberto Matano, Camila Raznovich, Giulia Valentina, Angela Rafanelli, Costantino Della Gherardesca Affari Tuoi - Speciale Telethon (Galà di chiusura): Flavio Insinna | Auditorium Rai del Foro Italico, Roma                                                         | Rai 1, Rai 2 e Rai 3 |
| 2017     | 31332000,00 €  | Il Mondo a Colori - Una Serata per Telethon (Galà di apertura): Antonella Clerici con la partecipazione straordinaria di Fabrizio Frizzi Maratona in studio: Arianna Ciampoli e Paolo Belli con Caterina Balivo, Gigi e Ross, Enrico Brignano, Flora Canto, Flavio Insinna, Elisa Isoardi, Tiberio Timperi, Fede & Tinto, Federica De Denaro e Lorenzo Branchetti Soliti Ignoti - Speciale Telethon (Galà di chiusura): Amadeus | Auditorium Rai del Foro Italico, Roma                                                         | Rai 1, Rai 2 e Rai 3 |
| 2018     | 31485879,00 €  | Festa di Natale - Una serata per Telethon (Galà di apertura): Antonella Clerici con Paolo Belli Maratona in studio: Arianna Ciampoli e Paolo Belli con Cristina Parodi, Gigi e Ross, Gabriele Corsi, Eleonora Daniele, Marco Liorni, Andrea Delogu e gli inviati Federica De Denaro e Lorenzo Branchetti Soliti Ignoti - Speciale Telethon (Galà di chiusura): Amadeus | Auditorium Rai del Foro Italico, Roma                                                         | Rai 1, Rai 2 e Rai 3 |
| 2019     | 45142000,00 €  | Festa di Natale - Una serata per Telethon (Galà di apertura): Antonella Clerici con Paolo Belli Maratona in studio: Arianna Ciampoli e Paolo Belli con Francesca Fialdini, Beppe Convertini, Gigi e Ross, Alberto Matano, Carlotta Mantovan, Ingrid Muccitelli, Federica De Denaro, Vira Carbone, Camila Raznovich, Lorena Bianchetti, Alessandro Greco, Eleonora Daniele e l'inviato Lorenzo Branchetti Soliti Ignoti - Speciale Telethon (Galà di chiusura): Amadeus | Auditorium Rai del Foro Italico, Roma                                                         | Rai 1, Rai 2 e Rai 3 |
| 2020     | 46218000,00 €  | Festa di Natale - Una serata per Telethon (Galà di apertura): Gigi D'Alessio con Paolo Belli, Serena Rossi, Rocío Muñoz Morales, Nek, Stefano Fresi, Paola Cortellesi, Eleonora Daniele, Flavio Insinna, Serena Bortone, Gigi e Ross, Arianna Ciampoli Maratona in studio: Arianna Ciampoli e Paolo Belli con Giorgia Cardinaletti, Cristiana Capotondi, Serena Bortone, Francesca Fialdini, Lorena Bianchetti, Alessandro Greco, Eleonora Daniele, Benedetta Rinaldi, Vira Carbone, Raimondo Todaro, Beppe Convertini, Gigi e Ross, Federico Quaranta e l'inviato Lorenzo Branchetti Soliti Ignoti - Speciale Telethon (Galà di chiusura): Amadeus                    | Auditorium Rai del Foro Italico, Roma                                                         | Rai 1, Rai 2 e Rai 3 |
| 2021     | 53839528,00 €  | Festa di Natale - Una serata per Telethon (Galà di apertura): Mara Venier con Paolo Belli, Paolo Conticini e Stefano De Martino e Gigi e Ross Maratona in studio: Tiberio Timperi, Arianna Ciampoli e Paolo Belli con Lorenzo Branchetti, Benedetta Rinaldi, Lorena Bianchetti, Gigi e Ross, Francesca Fialdini, Eleonora Daniele, Andrea Lucchetta, Giorgia Cardinaletti, Vira Carbone, Anna Falchi, Beppe Convertini Soliti Ignoti - Speciale Telethon (Galà di chiusura): Amadeus | Studio 5 degli Studi televisivi Fabrizio Frizzi, Roma                                         | Rai 1, Rai 2 e Rai 3 |
| 2022     | 56501476,00 €  | Natale e quale show - Speciale Telethon (Galà di apertura): Carlo Conti Maratona in studio: Tiberio Timperi, Arianna Ciampoli e Paolo Belli con Eleonora Daniele, Benedetta Rinaldi, Veronica Maya, Vira Carbone, Elisa Isoardi, Flavio Insinna, Roberta Morise, Anna Falchi, Salvo Sottile, Paola Perego, Simona Ventura Soliti Ignoti - Speciale Telethon (Galà di chiusura): Amadeus | Studio 5 degli Studi televisivi Fabrizio Frizzi, Roma                                         | Rai 1, Rai 2 e Rai 3 |
| 2023     | 60712400,00 €  | Ballando con le stelle - Speciale Telethon (Galà di apertura): Milly Carlucci Maratona in studio: Tiberio Timperi, Arianna Ciampoli e Paolo Belli con Eleonora Daniele, Paola Perego, Simona Ventura, Francesca Fialdini, Giovanni Anversa, Marco Carrara Natale e quale show - Speciale Telethon: Carlo Conti (Galà di chiusura) | Studio 6 + tensostruttura Casa Telethon degli Studi televisivi Fabrizio Frizzi di Roma        | Rai 1, Rai 2 e Rai 3 |
| 2024     | 69095507,00 €  | Ballando con le stelle - Speciale Telethon (Galà di apertura): Milly Carlucci Maratona in studio: Tiberio Timperi, Arianna Ciampoli e Paolo Belli con Eleonora Daniele, Paola Perego, Simona Ventura, Andrea Delogu, Carolina Benvenga, Benedetta Rinaldi, Elisa Isoardi, Lorenzo Branchetti, Mario Benedetto, Marco Carrara. Bella Festa per Fondazione Telethon: Pierluigi Diaco (Galà di chiusura) | Studio 5 + tensostruttura Casa Telethon degli Studi televisivi Fabrizio Frizzi di Roma        | Rai 1, Rai 2 e Rai 3 |